# 江西日報
《江西日報》是中共江西省委的機關報，出版單位是江西日報社。
《江西日報》創刊於1949年6月7日，報頭「江西日報」由毛澤東親筆題寫。目前《江西日報》的發行量達20萬份。1984年9月，《江西日報》開始向國外發行。
2018年，报纸入选2017年全国百强报纸推荐名单。

## 外部連結
- 江西日報電子版 （页面存档备份，存于）